# Herb Marktoberdorfu

Herb Marktoberdorfu

Herb Marktoberdorfu stanowi w polu srebrnym (białym) skierowana w heraldycznie lewą stronę stojąca postać świętego Marcina w złotej zbroi z czerwonym pióropuszem i naramiennikami, prawą ręką uzbrojoną w srebrny miecz ze złotą rękojeścią przecinającego swój czerwony płaszcz trzymany w uniesionej lewek ręce. U jego nóg klęczy, z uniesionymi rękoma nagi żebrak zwrócony w prawą stronę. Odsłonięte części ciała obu postaci srebrne. Włosy żebraka czarne. Święty przedstawiony jest od kolan, a żebrak od pasa w górę.
Postać świętego nawiązuje do patrona miasta i miejscowego kościoła. Święty Marcin z żebrakiem występowali już na najstarszej pieczęci miejskiej, pochodzącej z 1745 roku. W 1837 roku dość skomplikowany obraz został uproszczone, a formalnie przyjęte w 1928 roku.
Herb Marktoberdorfu należy do niecodziennych przedstawień heraldycznych świętego Marcina.